# Йокгрим

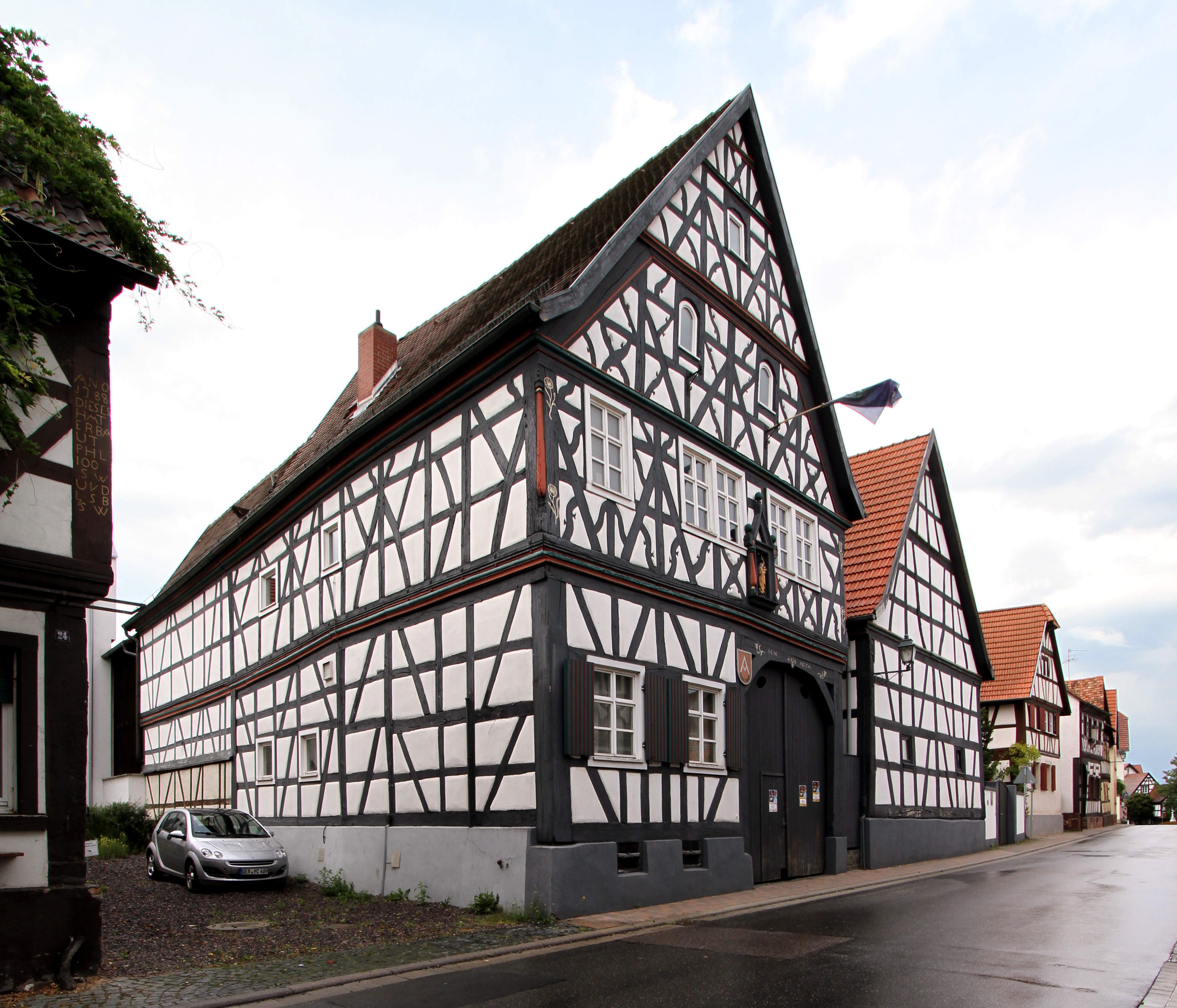

Йокгрим (нем. Jockgrim) — коммуна в Германии, в земле Рейнланд-Пфальц. 
Входит в состав района Гермерсхайм. Подчиняется управлению Йокгрим.  Население составляет 7009 человек (на 31 декабря 2010 года). Занимает площадь 12,62 км².